# (13904) Univinnitsa
(13904) Univinnitsa (1975 TJ3) – planetoida z pasa głównego asteroid okrążająca Słońce w ciągu 4,61 lat w średniej odległości 2,77 j.a. Odkryta 3 października 1975 roku.